# ماراکالاگاما
ماراکالاگاما (به لاتین: Marakkalagama) یک منطقهٔ مسکونی در سری‌لانکا است که در استان مرکزی (سری‌لانکا) واقع شده‌است.